# Den Nul
Den Nul is een dorp in de gemeente Olst-Wijhe in Overijssel, Nederland.
Den Nul ligt in een lus van de dijk, beschermd tegen het water van de IJssel tussen Zwolle en Deventer, twee kilometer ten noorden van Olst. Het natuurgebied Duursche Waarden ligt niet ver van Den Nul vandaan.
De N337 loopt door de plaats. Daarnaast loopt buslijn 161, van Hasselt naar Deventer, door het dorpje.

## Zie ook

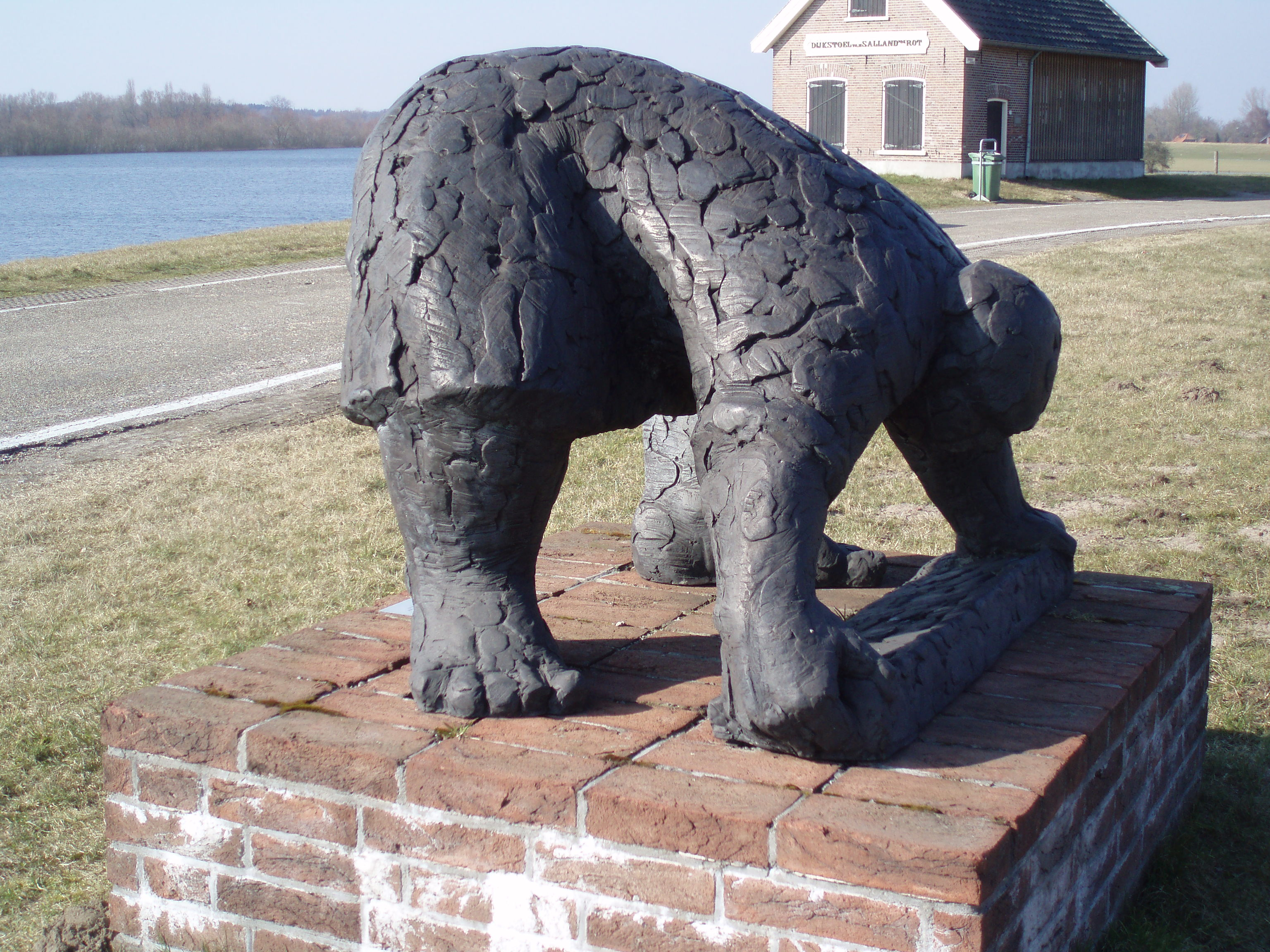
Sculptuur van een neerslager (1988) van Theo Schreurs even buiten Den Nul.